# Ucrânia nos Jogos Olímpicos de Verão de 2000
A Ucrânia participou dos Jogos Olímpicos de Verão de 2000 em Sydney, Austrália.

## Medalhas

### Ouro
- Natação - Yana Klochkova (200m medley feminino)
- Natação - Yana Klochkova (400m medley feminino)
- Tiro - Mykola Milchev (skeet masculino)

### Prata
- Boxe - Andriy Kotelnyk (peso leve - até 60kg)
- Boxe - Sergey Dotsenko (peso meio-médio - até 67kg)
- Ciclismo - Alexander Symonenko, Oleksandr Fedenko, Sergiy Chernyavskyy e Sergiy Matveyev (perseguição por equipes masculinas)
- Ginástica - Oleksandr Beresh, Oleksandr Svitlychnyy, Roman Zozulia, Ruslan Myezyentsev, Valeri Goncharov e Valeriy Pereshkura (equipes masculinas)
- Ginástica - Oxana Tsyhuleva (trampolim feminino)
- Lutas - Yevgen Buslovych (luta livre - 54-58kg)
- Lutas - David Saldadze (luta greco-romana - 85-97kg)
- Natação - Denys Sylantyev (200m borboleta masculino)
- Natação - Yana Klochkova (800m livre feminino)
- Tiro com arco - Kateryna Serdyuk, Nataliya Burdeyna e Olena Sadovnycha (equipe feminina)

### Bronze
- Atletismo - Roman Schurenko (salto em distância masculino)
- Atletismo - Olena Hovorova (salto triplo feminino)
- Boxe - Vladimir Sidorenko (peso mosca - até 51kg)
- Boxe - Sergiy Danylchenko (peso galo - até 54kg)
- Boxe - Sergey Mihaylov (peso meio-pesado - até 81kg)
- Ciclismo - Iryna Yanovych (velocidade feminino)
- Ginástica - Oleksandr Beresh (individual geral masculino)
- Judô - Ruslan Mashurenko (até 90kg masculino)
- Saltos ornamentais - Ganna Sorokina e Olena Zhupina (trampolim 3m sincronizado feminino)
- Vela - Olena Pakholchik e Ruslana Taran (classe 470 feminino)

## Atletismo

### Feminino
Eventos de pista e estrada
| Atleta                                                        | Evento                   | Classificatórias | Classificatórias | Quartas de final | Quartas de final | Seminal     | Seminal       | Final         | Final         |
| Atleta                                                        | Evento                   | Resultado        | Classificação    | Resultado        | Classificação    | Resultado   | Classificação | Resultado     | Classificação |
| ------------------------------------------------------------- | ------------------------ | ---------------- | ---------------- | ---------------- | ---------------- | ----------- | ------------- | ------------- | ------------- |
| Nadiya Bodrova                                                | 100 metros com barreiras | 13.25            |                  | Não avançou      | Não avançou      | Não avançou | Não avançou   | Não avançou   | Não avançou   |
| Olena Buzhenko                                                | 800 metros livres        | 02:03.48         |                  | Não avançou      | Não avançou      | Não avançou | Não avançou   | Não avançou   | Não avançou   |
| Tetyana Debela                                                | 400 metros com barreiras | 57.33            |                  | Não avançou      | Não avançou      | Não avançou | Não avançou   | Não avançou   | Não avançou   |
| Olena Krasovska                                               | 100 metros com barreiras | 13.15            | q                | 13.02            | q                | 13.02       |               | Não avançou   | Não avançou   |
| Anzhela Kravchenko                                            | 100 metros livres        | 11.35            | Q                | 11.32            |                  | Não avançou | Não avançou   | Não avançou   | Não avançou   |
| Tetyana Kryvobok                                              | 1500 metros livres       | 04:22.11         |                  | Não avançou      | Não avançou      | Não avançou | Não avançou   | Não avançou   | Não avançou   |
| Olena Pastushenko                                             | 200 metros livres        | 23.64            | Q                | 23.63            |                  | Não avançou | Não avançou   | Não avançou   | Não avançou   |
| Zhanna Pintusevych                                            | 100 metros livres        | 11.27            | Q                | 11.08            | Q                | 11.32       | Q             | 11.20         | 4             |
| Zhanna Pintusevych                                            | 200 metros livres        | 23.13            | Q                | 22.70            | Q                | 22.74       | Q             | 22.66         | 7             |
| Iryna Pukha                                                   | 100 metros livres        | 11.41            | Q                | 11.54            |                  | Não avançou | Não avançou   | Não avançou   | Não avançou   |
| Olena Rurak                                                   | 400 metros livres        | 53.45            |                  | Não avançou      | Não avançou      | Não avançou | Não avançou   | Não avançou   | Não avançou   |
| Valentyna Savchuk                                             | 20 km marcha             | 1:33:22          | 12               |                  |                  |             |               |               |               |
| Mayya Shemchishena                                            | 100 metros com barreiras | 13.18            |                  | Não avançou      | Não avançou      | Não avançou | Não avançou   | Não avançou   | Não avançou   |
| Tetyana Tereshchuk-Antipova                                   | 400 metros com barreiras | 56.27            | Q                | 54.25            |                  | 53.98       | 5             |               |               |
| Vira Zozulya                                                  | 20 km marcha             | 1:35:43          | 24               |                  |                  |             |               |               |               |
| Olena KrasovskaAnzhela KravchenkoOlena PastushenkoIryna Pukha | 4 x 100 metros estafetas | 43.93            |                  | Não avançaram    | Não avançaram    | 43.31       |               | Não avançaram | Não avançaram |

Eventos de campo
| Atleta               | Evento                | Qualificação | Qualificação | Final       | Final       |
| Atleta               | Evento                | Distância    | Posição      | Distância   | Posição     |
| -------------------- | --------------------- | ------------ | ------------ | ----------- | ----------- |
| Olena Antonova       | Lançamento de disco   | 60.73        |              | Não avançou | Não avançou |
| Inga Babakova        | Salto em altura       | 1.94         |              | 1.96        | 5           |
| Anzhela Balakhonova  | Salto com vara        | 4.30         | Q            | NM          | 12          |
| Olena Hovorova       | Salto triplo          | 14.76        | Q            | 14.96       |             |
| Olena Khlusovych     | Salto triplo          | 13.60        |              | Não avançou | Não avançou |
| Tetyana Lyakhovych   | Lançamento de dardo   | 57.41        |              | Não avançou | Não avançou |
| Iryna Mykhalchenko   | Salto em altura       | 1.85         |              | Não avançou | Não avançou |
| Vita Palamar         | Salto em altura       | 1.94         | Q            | 1.96        | 7           |
| Iryna Sekachova      | Lançamento de martelo | 61.44        |              | Não avançou | Não avançou |
| Olena Shekhovtsova   | Salto em distância    | 6.65         | Q            | 6.37        | 12          |
| Viktoriya Vershynina | Salto em distância    | 6.56         |              | Não avançou | Não avançou |

Eventos combinados – Heptatlo
| Atleta            | Evento  | 100H  | HJ   | SP    | 200   | LJ   | JT    | 800 m    | Final | Classificação |
| ----------------- | ------- | ----- | ---- | ----- | ----- | ---- | ----- | -------- | ----- | ------------- |
| Lyudmyla Kovalova | Tempos  | 15.12 | 1.72 | 13.57 | 26.36 | 5.57 | 42.50 | 02:13.52 | 5585  | 23            |
| Lyudmyla Kovalova | Pontos  |       |      |       |       |      |       |          | 5585  | 23            |
| Larysa Necheporuk | Tempos  | 14.53 | 1.72 | 13.56 | 25.76 | 5.89 | 44.57 | 02:19.94 | 5762  | 20            |
| Larysa Necheporuk | Eventos |       |      |       |       |      |       |          | 5762  | 20            |